# Into You (Ariana Grande)
Into You è un singolo della cantante statunitense Ariana Grande, pubblicato il 6 maggio 2016 come secondo estratto dal terzo album in studio Dangerous Woman.
La canzone è stata composta dalla stessa cantante insieme a Savan Kotecha, Alexander Kronlund, Ilya Salmanzadeh e Max Martin ed è stata prodotta da questi ultimi due.

## Promozione
La cantante ha eseguito il brano per la prima volta in occasione dell'annuale Billboard Music Award. L'esibizione è stata elencata come una delle migliori di quella notte da Billboard, Rolling Stone e Time. Il brano è stato eseguito nuovamente durante la serata finale della decima stagione del talent show statunitense The Voice così come al Summertime Ball della stazione radiofonica Capital FM.

## Video musicale
Il video musicale, diretto da Hannah Lux Davis, è pubblicato il 23 maggio 2016 su Vevo.
Esso inizia mostrando il titolo del brano su uno sfondo del deserto. Diverse scene mostrano la cantante nel deserto, mentre altri mostrano lei sul retro di una moto con il modello Don Benjamin. Il video continua con loro che stanno insieme e poi entrarono in un motel. Diversi tagli mostrano i due che giocano dentro e fuori il motel. Il video passa alla cantante ad una festa piena di altre persone e di un uomo che può rappresentare uno dei suoi ex-fidanzati. Alla festa la cantante è interessata ad altre cose, ma l'uomo le tira il braccio e lei sorride a malincuore alle telecamere. La cantante e Benjamin fanno contatto con gli occhi, mentre lei vede quell'uomo che bacia e abbraccia altre donne. La cantante poi si alza e se ne va via con Benjamin al suo seguito. Dopo stanno insieme dopo la festa e il video si conclude con la cantante sul retro di una moto con Benjamin, come indicato all'inizio.
Il 6 luglio 2016 il video ha superato le 100 milioni di visualizzazioni, divenendo l'undicesimo della cantante a ottenere tale riconoscimento. Il video ha inoltre ricevuto quattro candidature all'annuale MTV Video Music Award nelle categorie miglior video di un'artista femminile, miglior video pop, miglior montaggio e miglior fotografia.

## Tracce
Testi e musiche di Ariana Grande, Max Martin, Savan Kotecha, Alexander Kronlund, Ilya Salmanzadeh.
Download digitale
1. Into You – 4:04

Download digitale – Alex Ghenea Remix
1. Into You (feat. Mac Miller) (Alex Ghenea Remix) – 3:38

Download digitale – 3LAU Remix
1. Into You (3LAU Remix) – 3:17

## Classifiche

### Classifiche settimanali
| Classifica (2020) | Posizione massima |
| ----------------- | ----------------- |
| Australia         | 11                |
| Austria           | 46                |
| Belgio (Fiandre)  | 29                |
| Belgio (Vallonia) | 57                |
| Canada            | 13                |
| Danimarca         | 30                |
| Francia           | 64                |
| Germania          | 49                |
| Irlanda           | 12                |
| Italia            | 29                |
| Norvegia          | 25                |
| Nuova Zelanda     | 9                 |
| Paesi Bassi       | 21                |
| Portogallo        | 22                |
| Regno Unito       | 14                |
| Repubblica Ceca   | 18                |
| Spagna            | 55                |
| Slovacchia        | 41                |
| Stati Uniti       | 13                |
| Svezia            | 31                |
| Svizzera          | 34                |
| Ungheria          | 17                |

### Classifiche di fine anno
| Classifica (2016) | Posizione |
| ----------------- | --------- |
| Australia         | 49        |
| Belgio (Fiandre)  | 94        |
| Canada            | 30        |
| Danimarca         | 97        |
| Italia            | 78        |
| Paesi Bassi       | 68        |
| Regno Unito       | 46        |
| Stati Uniti       | 51        |
| Svezia            | 96        |
| Svizzera          | 88        |
| Ungheria          | 40        |